# Mani di pistolero
Mani di pistolero (Ocaso de un pistolero) è un film del 1965, diretto da Rafael Romero Marchent.

## Trama
Il pistolero Dan Murphy è costretto a tornare alla sua vita precedente dopo che i fratelli Castle uccidono i suoi amici.